# Rhyparobia capelloi
Rhyparobia capelloi är en kackerlacksart som först beskrevs av Bolívar 1889.  Rhyparobia capelloi ingår i släktet Rhyparobia och familjen jättekackerlackor. Inga underarter finns listade i Catalogue of Life.